# Batalla de Ligny
La batalla de Ligny fue un combate librado el 16 de junio de 1815 entre las tropas francesas y las prusianas antes de la batalla de Waterloo, que se saldó con la victoria de las fuerzas francesas de Napoleón sobre el ejército prusiano de Gebhard Leberecht von Blücher.

## Trasfondo
Los prusianos se habían desplegado a lo largo del arroyo de Ligny, tomando todas las granjas, y se habían situado en unas posiciones defensivas relativamente buenas. Sin embargo, Blücher había estrechado demasiado su flanco izquierdo y había expuesto el derecho a la artillería francesa.

## La batalla
Napoleón inició el ataque entre las 14:30 y las 15:00, ordenando a parte del III de Vandamme y al IV Cuerpo de ejército de Gerard atacar los poblados de Saint Amand y de Ligny. En el primer ataque contra Ligny tuvo éxito al principio, pero poco después los franceses fueron expulsados. El ataque contra Saint Amand tuvo más éxito, y los franceses rompieron las líneas prusianas, a pesar de que estas ofrecieron una fuerte resistencia. Estos combates se prolongaron hasta las 17:00 y fueron muy sangrientos, con partes de las aldeas cambiando constantemente de manos.

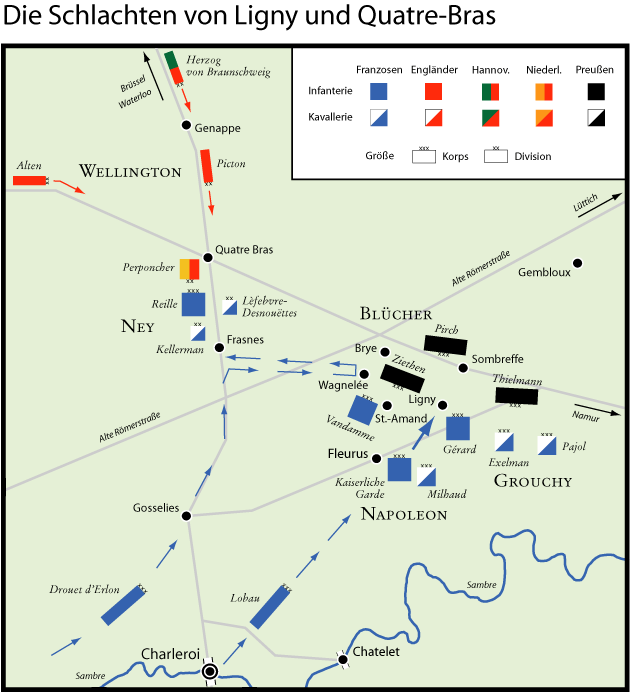
Mapa táctico de las batallas de Ligny y Quatre Bras.

Se divisaron algunas tropas aproximándose al flanco izquierdo francés, causando pánico en las divisiones del III cuerpo, por lo que Napoleón detuvo su ataque mientras enviaba a un ayudante de campo para averiguar si estas eran prusianas o francesas. Finalmente, resultó ser el I Cuerpo de ejército francés de Erlon, pero cuando estaban a punto de entrar en combate, se dieron la vuelta, provocando el enfado del emperador. El mariscal Ney les conminó a ayudar en la batalla de Quatre Bras, y en definitiva, el I Cuerpo de ejército no participó en ninguno de los enfrentamientos, con un resultado catastrófico para los franceses, pues su presencia en cualquiera de las dos batallas hubiera sido decisiva.
Debido a la confusión, el ataque de Napoleón se demoró alrededor de una hora, mientras que las fuerzas prusianas se reagrupaban y trataban de contraatacar, aunque la maniobra no les resultó eficaz. Los prusianos fueron finalmente rodeados, y el centro huyó cuando Napoleón envió a su Guardia Imperial para aplastarles. Sin embargo, la obstinada defensa mostrada por ambos flancos prusianos y la carga de caballería al mando de Blücher (que antes había sido húsar) evitó al ejército prusiano ser totalmente rodeado. A la caída de la noche, sobre las 21:00, todas las formaciones prusianas habían abandonado el campo de batalla. En el ala derecha, el I Cuerpo de ejército prusiano del teniente general Ziethen se retiraba lentamente con la mayor parte de su artillería, dejando una retaguardia cerca de Brye para ralentizar la persecución francesa. A la izquierda, el III Cuerpo de ejército del teniente general Thielemann se retiraba prácticamente ileso, dejando una fuerte retaguardia para cubrir la retirada en Sombreffe. Estas formaciones de retaguardia conservaron sus posiciones casi hasta la medianoche antes de seguir al ejército en retirada.

## Conclusión
Si el II Cuerpo de ejército de Ney y el III Cuerpo de ejército de caballería no hubieran bloqueado al ejército aliado en la batalla de Quatre Bras aquel mismo día, las unidades aliadas podrían haber alcanzado la carretera de Nivelles-Namur en el lado derecho de las posiciones prusianas, de la misma forma en que los prusianos llegaron por el flanco izquierdo de las líneas aliadas en la batalla de Waterloo dos días más tarde. Ésta fue la razón por la que Napoleón envió a Ney a bloquear las carreteras en el cruce de Quatre Bras. Su estrategia era cruzar la frontera casi en secreto y atacar a los ejércitos aliados antes de que éstos pudieran llegar a unirse, lo que podría haber dejado a su ejército en inferioridad numérica.
De haber sido capaz de enfrentarse a ellos por separado, los ejércitos aliados hubieran sido los que se hubieran encontrado en inferioridad numérica. En palabras de Wellington, sorprendido por la estrategia del Emperador, «Napoleón me ha embaucado». Al conducir a los prusianos de vuelta a sus líneas y al enviar a Grouchy con un Cuerpo de ejército para perseguirlos y evitar que se reagruparan y pudieran ayudar a las formaciones de Wellington, Napoleón pensó que había hecho lo suficiente para prevenir el agrupamiento enemigo.
Se produjo posteriormente un intenso debate sobre qué hubiera pasado en el caso de que el I Cuerpo de ejército de Erlon hubiera tomado parte en Ligny o en Quatre Bras, pero en definitiva, no lo hizo, y Napoleón fue a encontrarse con su destino en Waterloo.